# Jochen Alexander Freydank
Jochen Alexander Freydank (Berlim, 15 de setembro de 1967) é um cineasta alemão. Como reconhecimento, venceu, no Oscar 2009, a categoria de Melhor Curta-metragem por Spielzeugland.